# José Samitier
José Samitier Vilalta o Josep Samitier Vilalta (Barcelona, 2 de febrero de 1902-ibídem, 4 de mayo de 1972) fue un jugador y entrenador de fútbol español, que desarrolló la mayor parte de su carrera deportiva en el Fútbol Club Barcelona antes de pasar dos años al Real Madrid Club de Fútbol y finalizar su carrera en el Olympique Gymnaste Club de Nice francés.

## Trayectoria

### Como jugador
José Samitier inició su carrera en el Internacional de Sants. Con 17 años fichó por el Fútbol Club Barcelona a cambio de un traje con chaleco y un reloj con esfera luminosa. Rápidamente se convirtió en un jugador emblemático para el F. C. Barcelona, siendo apodado el mago y el hombre langosta por su gran habilidad. Fue uno de los jugadores más populares de su época, cuya fama trascendió el terreno deportivo, llegando a protagonizar anuncios publicitarios y películas como Once pares de botas.
Samitier fue pieza clave en el exitoso Barça de los años veinte, que hizo que el campo de la calle Industria se quedara pequeño y que en 1922 se inaugurara el campo de Les Corts.
Durante los trece años que jugó con el FC Barcelona ganó cinco Campeonatos de España (la actual Copa del Rey), doce Campeonatos de Cataluña y la primera Liga disputada en España, la temporada 1928-29. Marcó 326 goles con la camiseta azulgrana sumando partidos amistosos, siendo el tercer máximo goleador de la historia del club por detrás de Lionel Messi y Paulino Alcántara. También es el máximo goleador de la historia del F. C. Barcelona en la Copa de España con 64 goles en 75 partidos.
En 1932, dejó el Fútbol Club Barcelona por desavenencias económicas para fichar por el Madrid Football Club, donde se reencontró con Ricardo Zamora. En su breve período en el club blanco ganó una Liga y una Copa de España.
Entrenó al Atlético de Madrid a principios de 1936, pero escapó a Francia al comenzar la guerra civil española. En octubre de ese año se enroló en las filas del OGC Niza, donde nuevamente coincidió con Ricardo Zamora. En el club francés, se retiró definitivamente como jugador en 1939.

### Como entrenador
Tras haber dirigido por un breve período al OGC Niza, en 1944 regresó a Barcelona para iniciar su ciclo como entrenador del Barça. Con él en el banquillo, los azulgranas ganaron una liga, título que no conseguían desde 1929. Logró también otros títulos menores como la Copa de Oro de la República Argentina (precursora de la actual Supercopa de España de Fútbol), la Copa Ayuntamiento de Villafranca o la Copa Pabellón del Deporte. En 1947 dejó el banquillo ocupar el cargo de secretario técnico del club, siendo el responsable de la contratación de otro ídolo azulgrana: Ladislao Kubala. 
Detrás de eso, Samitier regresó de nuevo al Real Madrid, cumpliendo también con la función de secretario técnico.
Samitier falleció en 1972, a la edad de 70 años, y fue enterrado en el cementerio de Les Corts de Barcelona, al lado de otros futbolistas del F. C. Barcelona de su época como Paulino Alcántara. Junto con Ricardo Zamora y Hans Gamper, es el único futbolista que posee una calle con su nombre en Barcelona.

## Selección nacional
Con la selección de fútbol de España jugó 21 partidos, anotando dos goles. Ha pasado a la historia por ser uno de los once futbolista que disputaron el primer partido de la historia del selección española. Fue el 28 de agosto de 1920, frente a Dinamarca, en el marco de los Juegos Olímpicos de Amberes, donde el combinado español alcanzó la medalla de plata. 
Por tanto, José Samitier se proclamó Subcampeón Olímpico de fútbol en 1920, cuando los mundiales aún no existían y las Olimpiadas eran la máxima competición internacional de fútbol, un logro enorme.
Samitier también disputó múltiples partidos con la selección de fútbol de Cataluña.

## Estadísticas

### Clubes
Datos actualizados a fin de carrera deportiva.
| Club                | Temporada     | Div.          | Liga        | Liga        | Copa  | Copa  | Regional    | Regional    | Total | Total | Media goleadora |
| Club                | Temporada     | Div.          | Part.       | Goles       | Part. | Goles | Part.       | Goles       | Part. | Goles | Media goleadora |
| ------------------- | ------------- | ------------- | ----------- | ----------- | ----- | ----- | ----------- | ----------- | ----- | ----- | --------------- |
| F. C. Internacional | 1916-17       | 1.ª C.        | Inexistente | Inexistente | –     | –     | 5           | –           | 5     | 0     | 0               |
| F. C. Internacional | 1917-18       | 1.ª C.        | Inexistente | Inexistente | –     | –     | 4           | –           | 4     | 0     | 0               |
| F. C. Internacional | 1918-19       | 1.ª C.        | Inexistente | Inexistente | –     | –     | 9           | 1           | 9     | 1     | 0.11            |
| Total club          | Total club    | Total club    | 0           | 0           | 0     | 0     | 18          | 1           | 18    | 1     | 0.06            |
| F. C. Barcelona     | 1919-20       | 1.ª C.        | Inexistente | Inexistente | 3     | –     | 10          | –           | 13    | 0     | 0               |
| F. C. Barcelona     | 1920-21       | 1.ª C.        | Inexistente | Inexistente | –     | –     | 12          | 1           | 12    | 1     | 0.08            |
| F. C. Barcelona     | 1921-22       | 1.ª C.        | Inexistente | Inexistente | 5     | 2     | 6           | –           | 11    | 2     | 0.18            |
| F. C. Barcelona     | 1922-23       | 1.ª C.        | Inexistente | Inexistente | –     | –     | 10          | –           | 10    | 0     | 0               |
| F. C. Barcelona     | 1923-24       | 1.ª C.        | Inexistente | Inexistente | 7     | 6     | 10          | 14          | 17    | 20    | 1.18            |
| F. C. Barcelona     | 1924-25       | 1.ª C.        | Inexistente | Inexistente | 8     | 10    | 12          | 10          | 20    | 20    | 1               |
| F. C. Barcelona     | 1925-26       | 1.ª C.        | Inexistente | Inexistente | 4     | 8     | 10          | 7           | 14    | 15    | 1.07            |
| F. C. Barcelona     | 1926-27       | 1.ª C.        | Inexistente | Inexistente | 7     | 3     | 14          | 21          | 21    | 24    | 1.14            |
| F. C. Barcelona     | 1927-28       | 1.ª C.        | Inexistente | Inexistente | 15    | 21    | 10          | 16          | 25    | 37    | 1.48            |
| F. C. Barcelona     | 1928-29       | 1.ª           | 13          | 7           | 7     | 4     | 4           | 2           | 24    | 13    | 0.54            |
| F. C. Barcelona     | 1929-30       | 1.ª           | 2           | 3           | 9     | 7     | 9           | 2           | 20    | 12    | 0.6             |
| F. C. Barcelona     | 1930-31       | 1.ª           | 1           | –           | 3     | 2     | 4           | 5           | 8     | 7     | 0.88            |
| F. C. Barcelona     | 1931-32       | 1.ª           | 12          | 11          | 7     | 1     | 12          | 14          | 31    | 26    | 0.84            |
| F. C. Barcelona     | 1932-33       | 1.ª           | –           | –           | –     | –     | 6           | 10          | 6     | 10    | 1.67            |
| Total club          | Total club    | Total club    | 28          | 21          | 75    | 64    | 129         | 102         | 232   | 187   | 0.81            |
| Madrid F. C.        | 1932-33       | 1.ª           | 6           | 3           | –     | –     | –           | –           | 6     | 3     | 0.50            |
| Madrid F. C.        | 1933-34       | 1.ª           | 2           | 1           | 8     | 5     | 6           | 3           | 16    | 9     | 0.56            |
| Total club          | Total club    | Total club    | 8           | 4           | 8     | 5     | 6           | 3           | 22    | 12    | 0.55            |
| O. G. C. Nice       | 1936-37       | 2.ª           | ?           | ?           | ?     | ?     | Inexistente | Inexistente | 0     | 0     | 0               |
| O. G. C. Nice       | 1937-38       | 2.ª           | ?           | ?           | ?     | ?     | Inexistente | Inexistente | 0     | 0     | 0               |
| O. G. C. Nice       | 1938-39       | 2.ª           | ?           | ?           | ?     | ?     | Inexistente | Inexistente | 0     | 0     | 0               |
| Total club          | Total club    | Total club    | 82          | 47          | 0+    | 0+    | 0           | 0           | 82+   | 47+   | 0.57            |
| Total carrera       | Total carrera | Total carrera | 118         | 72          | 83    | 69    | 153         | 106         | 354   | 247   | 0.70            |
| 1. 2. 3. 4.         |               |               |             |             |       |       |             |             |       |       |                 |

## Entrenador
| Club               | País    | Año     |
| ------------------ | ------- | ------- |
| Atlético de Madrid | España  | 1936    |
| O. G. C. Nice      | Francia | 1942    |
| F. C. Barcelona    | España  | 1944-47 |

## Palmarés
1 Medalla de Plata
Campeonatos regionales: 12
12 Campeonatos de Cataluña
Campeonatos nacionales: 8
6 Copas de España (1920, 1922, 1925, 1926, 1928, 1934)
2 Liga de España (1928-29, 1932-33)
Como entrenador
1 Liga
1 Copa Oro Argentina